# Lino - O Filme: Uma Aventura de Sete Vidas
Lino - O Filme: Uma Aventura de Sete Vidas é um filme de animação brasileiro de 2017 produzido pelo estúdio StartAnima e dirigido por Rafael Ribas. Tem como elenco principal Selton Mello, Paolla Oliveira e Dira Paes. Estreou em 7 de setembro de 2017 e mais tarde foi indicado para o Platinum Award de melhor filme de animação, mas perdeu para Las Aventuras de Tadeo 2.

## Sinopse
Lino trabalha como animador de festas, mas não aguenta mais ter que suportar todos os maus tratos feitos pelas crianças, que zombam dele por trabalhar com uma ridícula fantasia de gato gigante. Determinado a mudar sua vida, ele contrata os serviços de um feiticeiro, mas, inesperadamente, a magia acaba sendo um tiro no pé e Lino se transforma justamente em um felino enorme.

## Recepção

### Bilheteria
Lino - O Filme: Uma Aventura de Sete Vidas recebeu ampla recepção de bilheteria no nacional e no internacional, sendo exibido em diversos países, em especial a Rússia.sendo exibido em 1,2 mil salas do país, nos formatos 2D e 3D, e arrecadar mais de 4 milhões de reais. 
Ao todo, o filme levou mais 1 milhão de pessoas ao cinema, o que torna a animação mais vista do Cinema Brasileiro 

### Crítica
Lino - O Filme: Uma Aventura de Sete Vidas teve uma nota crítica favorável por parte da crítica especializada. No site AdoroCinema, o filme tem uma nota de 3 estrelas de cinco, e um consenso de "Legal", o crítico Bruno Camelo deu uma nota postiva ao filme e o descreveu como: "Lino é um azarado. Se fosse personagem de um desenho dos anos 1980, ele teria uma pequena nuvem sobre sua cabeça, chovendo apenas nele. Como faz parte do século XXI, Lino não tem amigos, acumula dívidas e efetua um trabalho ingrato: ele anima festas infantis, sofrendo maus-tratos das crianças hiperativas e recebendo um salário insuficiente. Até o dia em que uma magia errada prende o rapaz à fantasia de gato usada nas festas. Esta animação brasileira parte de dois pontos interessantes: o primeiro deles é o hibridismo de Lino. A partir da transformação, o protagonista não é nem humano, nem animal, adquirindo um status inédito aos olhos do público e também dos demais personagens. Neste sentido, os súbitos “miaus” na voz de Selton Mello, misturados ao registro oral, funcionam muito bem. Temos uma premissa criativa, algo louvável dentro de um gênero tão engessado quanto a animação infantil..." No site Omelete, tem quatro estrelas de cinco, Camila Sousa descreveu Lino como: ""Lino" não é um filme que reinventa as animações, ou cria vários elementos inéditos, mas sua trama se desenvolve de forma interessante, com personagens cativantes, e o resultado é uma produção com potencial para agradar o público de várias faixas etárias."
O jornal O Globo, também descreveu o filme de maneira positiva, dando 3 estrelas de cinco: "Mas, apesar da adesão a elementos convencionais [...] e do investimento no 3D não interferir significativamente no resultado, “Lino” merece ser conferido. Ribas demonstra potencial para agradar uma ampla faixa de espectadores".

## Lançamento

### Divulgação
Em 27 de outubro de 2016, o primeiro teaser trailer foi divulgado pela Fox Film do Brasil em seu canal no Youtube. como o público reagiu bem à primeira prévia, um trailer oficial foi lançado em 27 de junho de 2017 e o trailer final em 12 de outubro, pouco depois da estreia.

### Estreia
O filme estreou em 7 de setembro de 2017, durante o Dia da Independência. Nos formatos 2D e 3D, sendo o primeiro filme do Brasil a ser exibido em tal formato. e também foi exibido em vários países.
| País          | Estreia                 |
| ------------- | ----------------------- |
| Brasil        | 7 de setembro de 2017   |
| Rússia/CEI    | 1 de fevereiro de 2018  |
| Ucrânia       | 8 de fevereiro de 2018  |
| Grécia        | 15 de fevereiro de 2018 |
| Lituânia      | 13 de abril de 2018     |
| Colômbia      | 25 de outubro de 2018   |
| México        | 9 de novembro de 2018   |
| Bolívia       | 22 de novembro de 2018  |
| Argentina     | 13 de dezembro de 2018  |
| Coreia do Sul | 7 de março de 2019      |

### Mídia doméstica
Lino - O Filme: Uma Aventura de Sete Vidas foi lançado em DVD pela Warner Home Entertainment em abril de 2018

## Série animada
Em setembro de 2024, foi lançada no Dsney Channel, a série animada Lino: Meu Pai é Fera!.